# Just the Two of Us (Nederland)
Just the Two of Us was een zangprogramma van de Nederlandse televisiezender Tien uit 2007 waarin verschillende bekende Nederlanders aan een Nederlandse zanger of zangeres werden gekoppeld.

## Geschiedenis
In een liveshow gepresenteerd door Gordon en Linda de Mol moesten de koppels de jury en de kijkers thuis overtuigen van hun zangkunst. Het programma, afkomstig van de Britse omroep BBC, was vernoemd naar het lied van Bill Withers en Grover Washington jr. uit 1981 en was al eerder te zien op de Vlaamse zender VTM.
Just the Two of Us ging de strijd aan met een ander 'zangprogramma met de sterren', So You Wanna Be a Popstar, dat werd uitgezonden door SBS6. Het grote verschil tussen de programma's was dat er in Just the Two of Us in koppels werd gezongen, terwijl de artiesten in So You Wanna Be a Popstar er alleen voor stonden, waarbij de kandidaten alleen achter de schermen (in plaats van op het podium) ondersteund werden door mensen uit de Nederlandse muziekwereld. Het eerste seizoen werd gewonnen door Edwin Evers en Berget Lewis.
Het programma werd op 12 maart 2016 opgevolgd door It Takes 2 op RTL 4, gepresenteerd door Chantal Janzen en Gordon. Waarbij ook nu bekende Nederlanders duetten vormden met Trijntje Oosterhuis, Waylon en Glennis Grace.

## Jury
| Naam             | Beroep                  |
| ---------------- | ----------------------- |
| Cornald Maas     | schrijver               |
| Margriet Eshuijs | zangeres                |
| Rob Stenders     | diskjockey, presentator |
| Esther Hart      | zangeres                |

## Seizoen 1 (2007)
| Nr. | Deelnemer              | Beroep            | Zangpartner        | Uitschakeling | Sing-off verloren van  |
| --- | ---------------------- | ----------------- | ------------------ | ------------- | ---------------------- |
| 1   | Edwin Evers            | diskjockey        | Berget Lewis       | -             | Winnaar                |
| 2   | Monique Smit           | kapster, zangeres | Xander de Buisonjé | -             | Edwin Evers            |
| 3   | Sonja Silva            | presentatrice     | Syb van der Ploeg  | 23 april      | Edwin Evers            |
| 4   | Mark van Eeuwen        | acteur            | Nurlaila Karim     | 16 april      | Monique Smit           |
| 5   | Beau van Erven Dorens  | presentator       | Ruth Jacott        | 9 april       | Mark van Eeuwen        |
| 6   | Peggy Jane de Schepper | actrice           | Thomas Berge       | 2 april       | Mark van Eeuwen        |
| 7   | Jan Joost van Gangelen | presentator       | Edsilia Rombley    | 26 maart      | Beau van Erven Dorens  |
| 8   | Bartina Koeman         | voetbalvrouw      | René van Kooten    | 19 maart      | Peggy Jane de Schepper |
| 9   | Rick Brandsteder       | presentator       | Monique Klemann    | 12 maart      | Mark van Eeuwen        |